# سگ‌ماهی پرنده‌نوک
سگ‌ماهی پرنده‌نوک (نام علمی: Deania calcea) نام یک گونه از تیره میان‌ربایندگان است.